# 大山町 (板橋區)
大山町（日语：／ Ōyamachō */?）是東京都板橋區的町名，為未設丁目的單獨町名。
板橋區全域已實施住居表示。

## 地理
位於板橋區東南部。北鄰仲町，東北接榮町，東連大山東町，南通大山金井町及幸町，西臨大山西町，西北接彌生町。町域西邊有川越街道通過。町內多為住宅區。

## 歷史

### 地名由來
此地是從中山道經由川越街道前往「富士山大山道」的分岐點，後來「大山」成為地名。

## 交通

### 鐵道
- 東武鐵道
  - 東武東上線：大山站－僅停靠各站停車。
    - 上行：池袋方向
    - 下行：成增、川越市、寄居方向

### 巴士
- 國際興業巴士（日语：国際興業バス）※省略出入庫的區間運行系統。
  - 大山
    - 赤51：行經西丘往赤羽站西口、行經陽光城往池袋站東口
    - 光02：往光丘站、行經陽光城往池袋站東口
    - 池55：往小茂根五丁目、行經陽光城往池袋站東口

### 道路
- 國道254號（川越街道）
- 東京都道420號鮫洲大山線（日语：東京都道420号鮫洲大山線）

## 設施
- 板橋HAPPY ROAD（ハッピーロード）郵便局
- 板橋區立板橋第六小學校
- 瑞法寺 - 真宗大谷派佛教寺院。山號紫雲山。

## 備註
1. ↑  住民基本台帳による町丁目別世帯数及び人口表-東京都板橋区
2. ↑  板橋區教育委員会『いたばしの地名』，1995年3月，P127。